# Іріомоте
Острів Іріомо́те (яп. 西表島, いりおもてじま, Іріомоте-Дзіма) — найбільший острів серед островів Яеяма, в острівній групі Сакісіма архіпелагу Рюкю, Японія. Адміністративно відноситься до округу Такетомі району Яеяма префектури Окінава.

## Опис
Площа острова становить 289 км², населення становить трохи більше 2 тис. осіб.

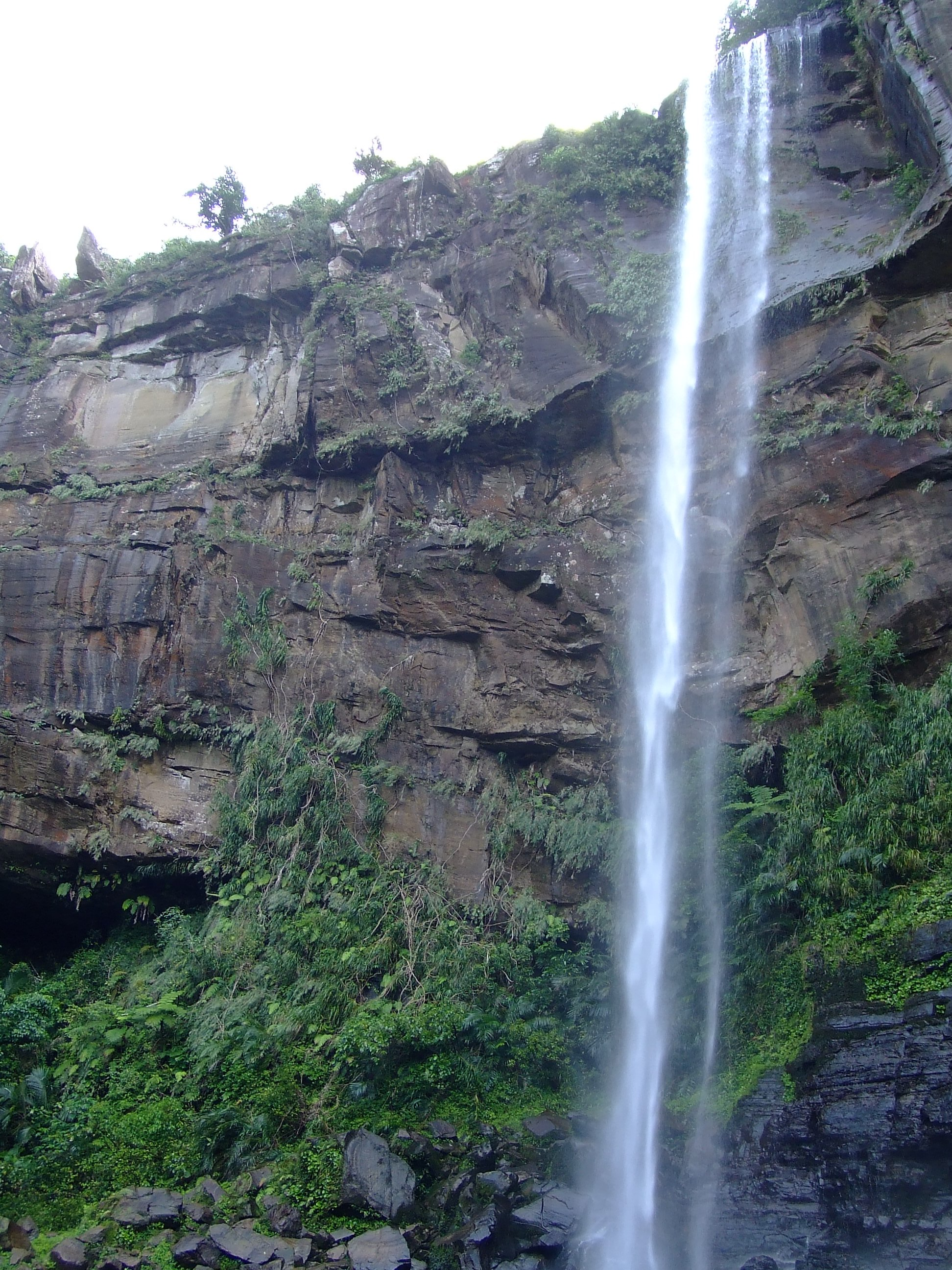
Водоспад Пінаї

Острів середньо-гористий, тут знаходиться найвища точка всього архіпелагу Яеяма — гора Комі з висотою 471 м. Берегова лінія дуже порізана, особливо на заході, утворюються багато глибоких та вузьких бухт. Багато дрібних островів, що розташовані біля узбережжя (але населеним є тільки острів Юфу). Річки гористі, утворюють багато водоспадів, найбільший з яких Пінаї (Хінаї).
Іріомоте не дуже заселений. Поселення розташовані в основному на узбережжі на північному заході та сході. Найбільшими містечками є Охара та Сонае.
Острів дуже цікавий для туристів своєю природою. З'єднаний з островом Ісіґакі поромом.
Серед тварин поширений ендемік іріомотський кіт.